# Royaume de Tripura
XVe siècle – 1947
Entités suivantes :
- Inde

Le royaume de Tripura a été établi autour de la confluence du fleuve Brahmapoutre  avec les rivières Meghna et Surma dans la région centrale du Bangladesh d'aujourd'hui.  Le nom de l'actuel état du Tripura est hérité de ce royaume.
En 1809, le royaume est sous protectorat britannique. Le 13 août 1947, le royaume devient un état princier, Tripura (état princier) (en).

## Toponymie

### Étymologie
Le nom Tripura provient du sanskrit, signifiant « trois villes » (correspondant exactement au terme grec Tripolis). Le nom sanskrit est lié à Tripurasundarī, la divinité célébrée au Temple Tripura Sundari (en) à Udaipur, un des 50 Shakti Pithas (centres de pèlerinage du shaktisme),, et au roi tyrannique légendaire Tripur qui a régné sur la région.

### Translitération
La Transcription des langues indiennes en langue latine peut donner des résultats différents, selon le mot est transcrit traditionnellement ou en ISO 15919. 
Le terme Tripura peut aussi s'écrire : Twipra, Tripura, Tripra, Tipera, Tipperah.

## Géographie
Les domaines politiques actuels qui faisaient partie du royaume de Tripura sont :
- Plusieurs zones dans l'actuel Bangladesh : Sylhet, Dacca, Chittagong
- La vallée de Barak, dans le sud de l'état indien d'Assam
- L'état du Mizoram
- L'état du Tripura

Comme les frontières se sont déplacées, certaines zones géographiques ont fait partie du royaume :
- Les Montagnes Khasi, dans l'état du Meghalaya
- Des montagnes de l'état du Manipur
- Les montagnes de l'état d'Arakan dans l'actuel Birmanie
- Le Golfe du Bengale
- Le fleuve Brahmapoutre a longtemps servi de frontière

## Histoire

### Origines
Une liste des légendaires rois Tripura est mentionnée dans les chroniques Rajmala (en), une chronique du XVe siècle en vers bengalis écrite par les pandits de la cour du Dharma Manikya I. La chronique retrace l'ascendance du roi à la mythologie de la dynastie lunaire. Au VIIIe siècle, le royaume a déplacé sa capitale vers l'est, le long de la rivière Surma à Sylhet près de la ville actuelle de Kailasahar.
La religion des Tipra comptait 14 divinités connues sous le nom de Chaturdasa Devata et est toujours conservée dans le temple de Chaturdasha à Agartala, qui est maintenu par les prêtres Tipra connus sous le nom de Chantai, qui supervisent les festivals du Kharchi et du Ker selon les traditions.

### Invasions musulmanes
Les premiers documents historiques concernant le royaume de Tripura concernent le XVe siècle, quand il a d'abord été sous la pression des conquêtes islamiques en Inde. C'est aussi l'époque d'origine de la dynastie Manikya, qui a commencé lorsque Chhengthung Fa a adopté le titre Manikya, devenant Maha Manikya, titre conservé par tous les rois jusqu'en 1947. Sous Ratna Manikya I, la capitale s'est déplacée vers Rangamati sur les rives de la rivière Gumti, maintenant dans le sud de Tripura.
Tripura a été l'un des États qui ont repoussé les vagues successives d'invasions des Turcs, des musulmans éthiopiens, des Afghans et des Moghols. À de nombreuses reprises, les Tripuris ont également repoussé les invasions birmanes et arakanaises de l'Est. À son apogée, il comprenait ce qui est maintenant Tripura, la division Sylhet du Bangladesh, la région de Cachar dans l'État d'Assam, tout l'État du Mizoram et les Chittagong Hill Tracts de ce qui est maintenant le Bangladesh, et a même réussi à rester libre et indépendant avant la prise de contrôle britannique.
Cependant, les plaines de Tripura sont tombées sous les attaques des Moghols. Les territoires des plaines comprennent les régions du sud-est de Dhaka et de Comilla d'aujourd'hui. Alors que les zones des plaines étaient ainsi islamisées, les collines de Tripura servaient de rempart continu contre la pénétration à l'Est. Les Tripura Hill Kings étaient les principaux sponsors des traditions et coutumes hindoues. À l'ère moderne, on se souvient d'eux comme l'une des dynasties les plus longues et les plus stables de l'Est indien.
Dhanya Manikya a étendu le domaine territorial de Tripura au Bengale oriental. Rangamati a été renommé Udaipur sous Udai Manikya. 
Le royaume a prospéré aux XVIe et XVIIe siècles avec des rois tels que Govinda Manikya mettant en place une solide défense contre la pression des royaumes musulmans à l'ouest. Cependant, les zones des plaines se sont éloignées de l'État de Tripura en raison des actions d'un prince renégat de Tripuri qui était soutenu par les gouverneurs moghols des plaines du Bengale oriental. Après cela, les plaines Tripura se sont séparées, les dirigeants moghols exerçant une influence sur la nomination de ses rois, même s'ils n'ont jamais réussi à pénétrer dans les territoires des collines à l'est.

### Raj britannique
Pendant le Raj britannique, les rois ont conservé un territoire sous protectorat, connu sous le nom de district de Tippera ou Chakla Roshnabad, dans l'actuelle région Comilla au Bangladesh
Le roi Bir Chandra Manikya (1862–1896) a modelé son administration sur le modèle de l'Inde britannique et a promulgué des réformes, y compris la formation d'un Conseil municipal pour sa capitale Agartala. Le dernier roi était Kirit Bikram Kishore, fils de Bir Bikram Kishore Debbarma, qui a régné pendant deux ans, 1947–1949. 
En 1949, Tripura est devenue une partie de la République de l'Inde. L'héritier apparent de Tripuri est Kirat Pradyot Kishore Manikya Debbarma (né en 1978), le fils du dernier roi, à qui on donne parfois le titre de courtoisie de "Maharaja".

## Liste des Maharajas
| Maharaja                          | Début | Fin      | Notes                                 |
| --------------------------------- | ----- | -------- | ------------------------------------- |
| Maha Manikya (en)                 | ~1400 | 1431     |                                       |
| Dharma Manikya Ier (en)           | 1431  | 1462     |                                       |
| Ratna Manikya Ier (en)            | 1462  | 1487     |                                       |
| Pratap Manikya (en)               | 1487  | 1487     |                                       |
| Vijaya Manikya Ier (en)           | 1488  | 1488     |                                       |
| Mukut Manikya (en)                | 1489  | 1489     |                                       |
| Dhanya Manikya (en)               | 1490  | 1515     |                                       |
| Dhwaja Manikya                    | 1515  | 1520     |                                       |
| Deva Manikya (en)                 | 1520  | 1530     |                                       |
| Indra Manikya I                   | 1530  | 1532     |                                       |
| Vijaya Manikya II (en)            | 1532  | 1563     |                                       |
| Ananta Manikya (en)               | 1563  | 1567     |                                       |
| Udai Manikya Ier (en)             | 1567  | 1573     |                                       |
| Joy Manikya Ier (en)              | 1573  | 1577     |                                       |
| Amar Manikya (en)                 | 1577  | 1585     |                                       |
| Rajdhar Manikya Ier (en)          | 1586  | 1600     |                                       |
| Ishwar Manikya (en)               | 1600  | 1600     |                                       |
| Yashodhar Manikya (en)            | 1600  | 1623     |                                       |
| Interregne                        | 1623  | 1626     |                                       |
| Kalyan Manikya (en)               | 1626  | 1660     |                                       |
| Govinda Manikya (en)              | 1660  | 1661     |                                       |
| Chhatra Manikya (en)              | 1661  | 1667     |                                       |
| Govinda Manikya (en)              | 1661  | 1673     |                                       |
| Rama Manikya (en)                 | 1673  | 1685     |                                       |
| Ratna Manikya II (en)             | 1685  | 1693     |                                       |
| Narendra Manikya (en)             | 1693  | 1695     |                                       |
| Ratna Manikya II (en)             | 1695  | 1712     |                                       |
| Mahendra Manikya (en)             | 1712  | 1714     |                                       |
| Dharma Manikya II (en)            | 1714  | 1725     |                                       |
| Jagat Manikya (en)                | 1725  | 1729     |                                       |
| Dharma Manikya II (en)            | 1729  | 1729     |                                       |
| Mukunda Manikya (en)              | 1729  | 1739     |                                       |
| Joy Manikya II (en)               | 1739  | 1744     |                                       |
| Indra Manikya II (en)             | 1744  | 1746     |                                       |
| Vijaya Manikya III                | 1746  | 1748     |                                       |
| Lakshman Manikya (en)             | ~1748 | ~1750    |                                       |
| Interregne                        | ~1750 | 1760     |                                       |
| Krishna Manikya                   | 1760  | 1783     |                                       |
| Rajdhar Manikya II                | 1785  | 1806     |                                       |
| Rama Ganga Manikya                | 1806  | 1809     |                                       |
| Durga Manikya                     | 1809  | 1813     |                                       |
| Rama Ganga Manikya                | 1813  | 1826     |                                       |
| Kashi Chandra Manikya             | 1826  | 1829     |                                       |
| Krishna Kishore Manikya           | 1829  | 1849     |                                       |
| Ishan Chandra Manikya (en)        | 1849  | 1862     |                                       |
| Bir Chandra Manikya (en)          | 1862  | 1896     |                                       |
| Radha Kishore Manikya (en)        | 1896  | 1909     |                                       |
| Birendra Kishore Manikya (en)     | 1909  | 1923     |                                       |
| Bir Bikram Kishore Manikya (en)   | 1923  | 1947     |                                       |
| Kirit Bikram Kishore Manikya (en) | 1947  | 2006     | Exécutif jusqu'à 1949, puis titulaire |
| Kirit Pradyot Manikya (en)        | 2006  | En cours | Titulaire                             |